# Hors de portée
Pour plus de détails, voir Fiche technique et Distribution.
Hors de portée (Beyond the Reach) est un thriller américain réalisé par Jean-Baptiste Leonetti, et sorti en 2014.

## Synopsis
Dans l'ouest américain, un chasseur (Michael Douglas) sans scrupule désire ajouter un mouflon à son tableau de chasse. Il engage Ben (Jeremy Irvine) comme pisteur dans le désert de Mojave. Mais un accident de chasse fait prendre une autre tournure à cette partie de chasse.

## Fiche technique
- Titre original : Beyond the Reach
- Titre français : Hors de portée
- Titre québécois : À bout portant
- Réalisation : Jean-Baptiste Leonetti
- Scénario : Stephen Susco, d'après la nouvelle Deathwatch de Robb White
- Direction artistique : James F. Oberlander
- Décors : Clark Hunter
- Costumes : Lahly Poore
- Photographie : Russell Carpenter
- Montage : Adam Wolfe
- Musique : Dickon Hinchliffe
- Production : Michael Douglas et Robert Mitas
- Société de production : Furthur Films
- Sociétés de distribution : Lionsgate / Roadside Attractions (États-Unis), VVS Films (Canada), Metropolitan Filmexport (France)
- Budget : 2 000 000 $
- Pays de production :  États-Unis
- Langue : anglais
- Format : couleur — 2,35:1 — son Dolby Digital
- Genre : thriller
- Durée : 91 minutes
- Dates de sortie :
  - Canada : 6 septembre 2014 (Festival international du film de Toronto)
  - États-Unis : 17 avril 2015
  - France : 19 octobre 2015 (directement en vidéo)
- Classification Public : interdit aux moins de 12 ans

## Distribution
- Jeremy Irvine (VF : Gauthier Battoue ; VQ : Gabriel Lessard) : Ben
- Michael Douglas (VF : Patrick Floersheim ; VQ : Sébastien Dhavernas) : Madec
- Ronny Cox (VQ : Yves Massicotte) : le shérif
- Hanna Mangan Lawrence (VQ : Stéfanie Dolan) : Laina
- Patricia Bethune : la secrétaire
- Martin Palmer : Charlie
- David Garver : père de Ben

 Source et légende : version québécoise (VQ) sur Doublage.qc.ca

## Distinctions

### Nominations et sélections
- Festival international du film de Toronto 2014
  - sélection « Special Presentations »
- Champs-Élysées Film Festival 2015
  - Avant-premières américaines 	: Jean-Baptiste Leonetti

## Autour du film
Il s'agit de la 2e adaptation du roman de Robb White après Chasse tragique de Lee H. Katzin en 1974.